# Панасюк Юрій Васильович
Юрій Васильович Панасюк (нар. 7 травня 1974) — радянський та український футболіст, що грав на позиції нападника і півзахисника. Відомий за виступами у шепетівському «Темпі» у вищій українській лізі.

## Клубна кар'єра
Юрій Панасюк є вихованцем Львівського спортінтернату. Розпочав виступи на футбольних полях у 1991 році в складі команди нижчої другої ліги СРСР «Темп» з Шепетівки. У складі команди цього року став володарем Кубка УРСР, що дало право команді наступного року стартувати у вищому дивізіоні українського футболу. У вищій лізі Панасюк зіграв 3 матчі, проте «Темп» після швидкоплинного першого чемпіонату України вибув до першої ліги. У першій лізі Юрій Панасюк зіграв лише 1 матч в складі шепетівської команди в першому колі чемпіонату, та у 1993 році грав у складі аматорської команди «Гарт» з Бородянки. У сезоні 1997—1998 років Панасюк грав у складі аматорської команди «Зоря» з Хоросткова. У 1999 році Юрій Панасюк виїхав до Німеччини, де кілька років грав у складі нижчолігових клубів. Пізніше повернувся до України, та до 2020 року грав у складі аматорських команд із Шепетівки «Темп» і «Лісівник».

## Досягнення
- Володар Кубку УРСР: 1991